# Liste des épisodes de Oshi no ko
Cette page recense la liste des épisodes de l'anime Oshi no ko.

## Générique
Yoasobi interprète le générique de début intitulé Idol (アイドル); tandis que Queen Bee interprète le générique de fin intitulé Mephisto (ja) (メフィスト).
GEMN interprète le générique de début de la saison 2 intitulé Fatale (ファタール, Fatāru) tandis que Hitsujibungaku interprète le générique de fin intitulé Burning.

## Liste des épisodes

### Saison 1
| No | Titre français               | Titre japonais         | Titre japonais         | Date de 1re diffusion |
| No | Titre français               | Kanji                  | Rōmaji                 | Date de 1re diffusion |
| --- | ---------------------------- | ---------------------- | ---------------------- | --------------------- |
| 1 | Une mère et ses enfants      | Mother and Children    | Mother and Children    | 12 avril 2023         |
| [Chapitres 1-2-3-4-5-6-7-8-9-10] Le docteur Gorô Amemiya est un fervent fan de l'idole Aï Hoshino, en partie parce qu'elle est l'idole préférée de Sarina Tendôji, une de ses anciennes patientes décédée à l'âge de 12 ans d'une maladie en phase terminale. Gorô est choqué quand Aï arrive tranquillement à son hôpital rural, enceinte de 20 semaines de jumeaux, bien qu'elle refuse de divulguer qui est le père. Aï confie à Gorô qu'en tant qu'orpheline, elle voulait connaître le bonheur d'élever sa propre famille, mais en même temps ne veut pas abandonner sa carrière d'idole alors, elle compte élever ses enfants en secret. Gorô jure de s'assurer qu'Aï donne naissance à des bébés en bonne santé et de prendre soin d'elle pour le reste de sa grossesse. Cependant, à la date prévue d'accouchement d'Aï, Gorô est confronté à un homme qui traque Aï et finit par être poussé d'une falaise, mourant au même moment où Aï entre en travail. Il se réveille alors et découvre qu'il est né de nouveau en tant que fils d'Aï, Aquamarine, et vit avec elle et sa sœur jumelle Ruby. Ruby elle-même est la réincarnation de Sarina, mais elle ne dit pas à Aqua son identité précédente. Le manager d'Aï, Ichigo Saitô, commence ainsi à faire des plans pour le retour d'Aï, s'arrangeant pour que sa femme Miyako Saitô s'occupe des jumeaux pendant qu'Aï travaille. Lorsque Miyako commence à s'inquiéter d'être reléguée au rôle de baby-sitter et envisage de dénoncer la grossesse secrète d'Aï, les jumeaux utilisent leur intelligence pour faire croire à Miyako qu'ils sont des enfants spéciaux, s'assurant sa coopération. Au fil du temps, les jumeaux en apprennent de plus en plus sur les subtilités et les réalités des industries des idoles et du divertissement. Un an plus tard, Aqua fait la connaissance d'un réalisateur, qui propose d'assurer à Aï un rôle dans l'un de ses films si Aqua y joue également. Pendant le tournage, Aqua rencontre l'enfant actrice Kana Arima qui est sceptique quant à la capacité d'acteur d'Aï. Aqua est capable de jouer son rôle parfaitement, ce qui frustre Kana qui forme une rivalité unilatérale. Deux ans plus tard, le film finit par être un succès modeste qui contribue à propulser la carrière d'Aï vers le haut. Cependant, le jour de sa première grande représentation au Tokyo Dome, le même harceleur qui a tué Gorô traque Aï et la poignarde mortellement avant de s'enfuir à regret. Dans ses derniers instants, Aï réconforte les jumeaux, leur disant qu'elle les aime et est rassurée que son amour pour eux est authentique. Par la suite, le harceleur s'est suicidé et un mémorial est organisé pour Ai, mais elle est rapidement oubliée du public. Les jumeaux sont officiellement adoptés par le manager Ichigo et sa femme Miyako. Ruby décide qu'elle veut suivre les traces d'Aï et devenir une idole, tandis qu'Aqua en déduit que leur père biologique a divulgué l'adresse d'Aï au harceleur avec l'intention de la faire tuer. Aqua explique que son père est également une figure de l'industrie du divertissement et décide de se former en tant qu'acteur, trouvant un nouveau but dans la vie en traquant son propre père et en le tuant pour se venger de la mort d'Aï. Plusieurs années plus tard, les jumeaux se dirigent vers leur premier jour de lycée et Aqua met son plan de vengeance en marche. |                              |                        |                        |                       |
| 2 | La troisième option          | 三つ目の選択肢         | Mittsume no sentakushi | 19 avril 2023         |
| [Chapitres 11-12-13] Au cours des 10 années qui ont suivi la mort d'Aï, Ichigo est tombé hors de contact, le groupe d'idols d'Aï, B Komachi, a été dissous et Miyako a fermé l'unité d'idols de Ichigo Production pour se concentrer plutôt sur les personnalités d'Internet. Pendant ce temps, Ruby a auditionné pour devenir une idole, ignorant qu'Aqua a utilisé ses talents d'actrice pour saboter secrètement ses candidatures et lui donner de faux avis de rejet. Cependant, il ne peut pas empêcher Ruby d'être repérée par un groupe d'idols underground. Ne faisant pas confiance à la direction du groupe d'idols underground et voulant soutenir le souhait de Ruby de devenir une idole, Miyako décide de rouvrir enfin l'unité d'idols d'Ichigo Production avec Ruby comme premier membre. Pendant ce temps, Aqua travaille comme apprenti du réalisateur Gotanda, mais a renoncé à devenir acteur et se contente de travailler dans les coulisses pour retrouver son père. Gotanda conseille à Aqua de ne pas abandonner ses rêves si facilement, ce qui l'amène à lui rappeler les derniers mots d'Aï. Aqua et Ruby sont ensuite admises dans le prestigieux lycée Youtou qui possède un département des arts du spectacle. En visitant l'école, les jumeaux rencontrent à nouveau Kana, qui est heureuse de revoir Aqua mais est choquée qu'il soit inscrit au département d'enseignement général au lieu des arts du spectacle. |                              |                        |                        |                       |
| 3 | Une série adaptée d'un manga | 漫画原作ドラマ         | Manga gensaku dorama   | 26 avril 2023         |
| [Chapitres 14-15-16] Kana a hâte de renouer avec Aqua et essaie de le convaincre de se remettre à jouer. Elle mentionne qu'elle a des liens avec le célèbre producteur Masaya Kaburagi, qu'Aqua reconnaît comme l'un des noms de la liste de contacts secrète d'Aï qu'il a trouvée sur son téléphone. Aqua accepte de jouer un rôle comme excuse pour se rapprocher de Kaburagi. Kana obtient un rôle de méchant de la série pour Aqua, mais il découvre que la série est une production de très mauvaise qualité. Kana admet que la série a choisi de jeunes mannequins masculins et a donné la priorité à leur apparence par rapport à leur capacité d'actrice, et elle a été forcée de retenir son propre talent d'actrice pour ne pas les éclipser. Elle explique en outre qu'en raison de son comportement gâté en tant qu'enfant, elle est rapidement tombée en disgrâce dans l'industrie du théâtre après avoir grandi et qu'elle a lentement remonté. Pendant une pause dans le tournage, Aqua parvient à collecter des échantillons de salive des cigarettes jetées de Kaburagi et apprend par hasard que Kaburagi ne fait que profiter de Kana sans intention de faire avancer sa carrière. Bien qu'il ait obtenu ce pour quoi il est venu, Aqua décide de rester et de tout mettre en œuvre pour son jeu d'acteur. |                              |                        |                        |                       |
| 4 | Acteur                       | 役者                   | Yakusha                | 3 mai 2023            |
| [Chapitres 17-18-19] Aqua utilise ses compétences pour préparer le terrain pour la performance de Kana en adaptant certaines de ses performances, en utilisant l'environnement et en incitant l'acteur principal à rendre ses actions plus authentiques. Cela donne à Kana l'occasion de montrer ses véritables talents d'actrice, ce qui lui vaut les éloges des personnes qui regardent encore la série. Lors de la soirée de clôture de Sweet Today, Aqua rencontre à nouveau Kaburagi, sachant maintenant qu'il n'est pas son père grâce à un test de paternité. Kaburagi mentionne qu'il connaît quelqu'un avec qui Aï a passé du temps en secret, et propose de dire à Aqua qui c'est en échange de sa participation à une émission de téléréalité. Quelque temps plus tard, Aqua et Ruby assistent à leur premier jour au lycée Youtou, où Aqua se lie d'amitié avec une autre étudiante, Minami Kotobuki. Elle présente Minami à Aqua et mentionne également que le célèbre artiste professionnel Frill Shiranui est également membre de sa classe, qu'elle idolâtre. Aqua se présente à Frill, et elle le reconnaît lui et Minami à partir de leurs œuvres respectives. Cela rend Ruby consciente du fait qu'elle n'a pas encore de place établie dans l'industrie du divertissement. Elle harcèle Miyako à propos d'Ichigo Productions qui va de l'avant avec la formation de son groupe d'idols, mais Miyako souligne qu'il n'est pas facile pour une petite entreprise de recruter des idoles. Aqua suggère alors de recruter Kana. |                              |                        |                        |                       |
| 5 | Téléréalité de rencontre     | 恋愛リアリティーショー | Ren'ai riaritī shō     | 10 mai 2023           |
| [Chapitres 20-21-22] Bien que réticente à risquer sa carrière d'actrice en devenant une idole, Kana décide de s'inscrire auprès d'Ichigo Productions afin de pouvoir travailler aux côtés d'Aqua. Cependant, elle est choquée de voir Aqua dans une émission de télé-réalité intitulée « Ici commence l'amour déterminé », où il joue aux côtés du mannequin Yuki Sumi, du danseur Nobuyuki Kumano, de l'actrice Akane Kurokawa, de la personnalité Internet Memcho, et le musicien Kengo Morimoto. Même si Aqua joue un rôle pour le spectacle, Kana se sent jaloux de la façon dont il interagit avec ses costars féminines. Pendant le tournage, Yuki exprime un certain intérêt pour Aqua et révèle que cela ne la dérangerait pas de l'embrasser à la fin de la saison. Durant ce temps, Miyako se met au travail pour lancer l'unité d'idols. Elle décide de faire ses débuts en ligne avec Ruby et Kana et demande l'aide d'une personnalité Internet chevronnée d'Ichigo Productions, Pieyon. Le youtubeur décide que le moyen le plus rapide pour les filles de gagner un public est de collaborer avec sa chaîne établie. Ils exécutent une routine de danse d'entraînement rigoureuse pendant une heure d'affilée, Ruby gagnant le respect de Kana après l'avoir vue durer toute l'heure. Pieyon leur demande alors quel sera le nom de leur groupe, et Ruby décide de faire revivre le nom de B Komachi. |                              |                        |                        |                       |
| 6 | Ego-surfing                  | エゴサーチ             | Ego sāchi              | 17 mai 2023           |
| [Chapitres 23-24-25] Alors que la saison de « Ici commence l'amour déterminé » se poursuit, Aqua apprend que les stars de la téléréalité sont moins scénarisées et plus authentiques qu'il ne l'avait initialement pensé. Kana enseigne à Ruby l'importance et les dangers de l'egosurfing, car les idoles doivent gérer avec soin leur apparence et leur réputation en ligne. Bientôt, le spectacle commence à se concentrer sur un triangle amoureux entre Yuki, Nobuyuki et Kengo, Aqua décidant de rester en dehors pour éviter d'attirer l'attention sur lui. Memcho bénéficie d'une augmentation de son nombre d'abonnés, mais Akane a du mal à se démarquer et à attirer l'attention, lui laissant le moins de temps d'écran. Sous la pression de son agence pour obtenir des résultats, Akane perd brièvement son sang-froid et gifle Yuki dans l'émission, lui marquant accidentellement le visage. Alors que Yuki pardonne à Akane, cette dernière elle-même publie des excuses officielles sur les réseaux sociaux, Akane devient la cible de cyberharcèlement vicieuse de la part des fans de Yuki. Après avoir été constamment bombardée de commentaires négatifs, avoir appris à quel point ses camarades de classe ne l'aiment pas et avoir perdu quelques fans qu'elle a, Akane tombe dans un état de dépression et saute presque d'un pont pour se suicider, n'étant sauvée que par une intervention de dernière seconde par Aqua. |                              |                        |                        |                       |
| 7 | Buzz                         | バズ                   | Bazu                   | 24 mai 2023           |
| [Chapitres 26-27-28] Alors qu'Aqua sauve de justesse la vie d'Akane, Kana avertit Ruby qu'il n'est pas rare que des célébrités se suicident à cause du harcèlement. Pendant ce temps, Aqua et Akane sont amenés au poste de police où le reste de la distribution artistique de « Ici commence l'amour déterminé » va les rencontrer. Aqua informe Akane qu'elle a toujours la possibilité d'abandonner la série, mais elle décide de rester, le reste de la distribution promettant de la soutenir. En colère contre le personnel de l'émission qui a monté les images pour faire d'Akane un méchant, Aqua concocte un plan. Tout d'abord, il divulgue aux médias des informations sur la tentative de suicide d'Akane afin d'attirer davantage l'attention sur la situation. Il demande ensuite l'aide des membres de la distribution pour créer une vidéo pour réhabiliter l'image d'Akane, qui comprend les images coupées montrant Yuki pardonnant à Akane. La vidéo est postée sur la plateforme de Twitter et s'avère être un succès et la plupart du harcèlement contre Akane s'estompe. Memcho et Yuki suggèrent alors qu'Akane utilise ses talents d'actrice pour adopter un personnage féminin dans le programme de téléréalité qui plairait aux goûts d'Aqua. Aqua révèle ainsi son goût, il préfère des femmes comme Aï, amenant Akane à l'étudier de manière agressive pour imiter son comportement. Lors de la prochaine séance de tournage, Akane revient officiellement dans la série et Aqua est choquée de voir à quel point Akane est parfaitement capable d'imiter la personnalité d'Aï. |                              |                        |                        |                       |
| SP |                              |                        |                        | 31 mai 2023           |
| Épisode récapitulatif. |                              |                        |                        |                       |
| 8 | Première fois                | 初めて                 | Hajimete               | 7 juin 2023           |
| [Chapitres 29-30-31] Aqua est pris au dépourvu par la performance d'Akane et doit réfléchir à ce que sont exactement ses sentiments pour elle et Aï, réalisant qu'il ne sait pas grand-chose sur sa propre mère. Après avoir eu une courte conversation avec Kana, il est capable de régler ses sentiments, réalisant qu'il n'a aucune attirance particulière pour Akane elle-même. Cependant, après avoir appris qu'Akane est douée pour le profilage, ce qui lui permet d'imiter non seulement la personnalité d'Aï, mais aussi ses pensées, Aqua décide de la manipuler pour utiliser ses compétences. Dans le dernier épisode de « Ici commence l'amour déterminé », il embrasse ouvertement Akane devant la caméra, ce dont Kana se sent jalouse. Lors de la soirée de clôture de l'émission, Aqua rencontre Kaburagi, qui accepte de tenir sa part du contrat et organise une réunion avec lui la semaine prochaine. Aqua parle ensuite avec Akane et admet qu'il n'a aucun sentiment pour elle en tant que femme, mais la respecte énormément en tant qu'actrice, et ils acceptent tous les deux de faire semblant d'être des amoureux et de sortir ensemble pour préserver les apparences. Akane souligne également que Yuki a commencé à sortir avec Nobuyuki pour de vrai, malgré son rejet dans la série. Après la fête, Memcho taquine Aqua à propos de ses sentiments pour Akane et révèle qu'elle avait initialement voulu devenir une idole, mais a abandonné ce rêve après plusieurs revers. Aqua lui offre alors l'opportunité de rejoindre le B Komachi réformé, ce qui la prend au dépourvu. |                              |                        |                        |                       |
| 9 | B Komachi                    | B小町                  | B Komachi              | 14 juin 2023          |
| [Chapitres 32-33-34] Miyako interviewe Memcho et devine correctement qu'elle est beaucoup plus âgée qu'elle ne le prétend, Memcho admettant qu'elle a en fait 25 ans. Memcho explique qu'en raison de la maladie de sa mère alors qu'elle était au lycée, elle s'est retirée d'auditions d'idoles pour se concentrer sur la prise en charge de sa famille, mais au moment où tous ses problèmes ont été résolus, elle avait déjà plus de 20 ans, ce qui est l'âge limite maximal pour la plupart des agences d'idols. Au lieu de cela, Memcho a décidé de passer au streaming et est devenu populaire de manière inattendue. Ruby et Kana entendent l'histoire de Memcho et l'acceptent comme faisant partie de B Komachi. Pendant ce temps, la popularité de la récente saison de « Ici commence l'amour déterminé » a mis Aqua sous les projecteurs du public, avec de nombreuses camarades de classe, dont Frill, montrant un intérêt pour lui. La popularité de Memcho attire également l'attention sur le nouveau B Komachi, et elle a l'idée de réutiliser les anciennes chansons de B Komachi en attendant que Miyako produise de nouvelles chansons. Cependant, Kana a du mal à suivre Ruby et Memcho pendant l'entraînement, et elle agit froidement envers Aqua par jalousie en raison de sa relation amoureuse avec Akane. Aqua rencontre à nouveau Kaburagi, dans un restaurant de sushi, ce dernier révèle que l'amant secret d'Aï est probablement membre de la troupe de théâtre d'Akane, Lalalaï. Il montre aussi un intérêt pour le groupe B Komachi ressuscité et propose de leur assurer une place au prochain Japan Idol Festival. Ruby et Memcho se lancent dans une compétition pour savoir lequel d'entre eux sera la star du groupe, mais elles réalisent toutes les deux qu'elles sont toujours des chanteuses amateurs. Cependant, lorsqu'elles font des recherches sur la carrière musicale de Kana, elles découvrent qu'elle est en fait une chanteuse très talentueuse malgré ses affirmations contraires. |                              |                        |                        |                       |
| 10 | Pression                     | プレッシャー           | Puresshā               | 21 juin 2023          |
| [Chapitres 35-36-37] Ruby et Memcho décident que Kana serait la star numéro un du groupe, mais Kana rejette cette proposition, réaffirmant qu'elle n'a aucun désir pour le poste. Cependant, après avoir entendu les deux autres chanter et pratiquer la routine, elle cède. Afin d'aider à préparer les filles en vue du Japan Idol Festival, Miyako ramène Pieyon pour entraîner les filles, les faisant suivre un entraînement rigoureux et aidant à chorégraphier leur routine. Il a même un bref tête-à-tête avec Kana, montrant une quantité remarquable de perspicacité dans sa vie et sa personnalité. En réalité, c'est en fait Aqua qui se déguise en Pieyon alors que la vraie star de YouTube est en vacances. La veille du concert, Kana entend un peu parler du passé de Ruby et de ses motivations à devenir une idole. Elle décide de se promener en bas et découvre accidentellement qu'Aqua se fait passer pour Pieyon, l'amenant à se demander dans quelle mesure les mots de Pieyon sont authentiques. Le jour du Japan Idol Festival, B Komachi est entassé dans une salle bondée où des dizaines d'autres groupes d'idols underground ou moins populaires se battent pour l'espace alors qu'ils se préparent pour leurs performances. Kana passe une grande partie de la journée à ruminer son propre chemin raté vers la célébrité et comment elle a commencé à utiliser l'humour d'autodérision pour masquer la douleur qu'elle ressent à cause de cet échec. Elle avoue même à une Ruby nerveuse qu'elle-même est plus nerveuse de sortir en groupe, car elle ne veut pas entraîner les autres avec elle. Cependant, Ruby la rassure en soulignant qu'elles sont toutes les trois des idoles des recrues, il faut donc s'attendre à un échec. N'ayant plus peur, Kana commence à prendre sa position de centre du groupe plus au sérieux au moment même où la performance de B Komachi est sur le point de commencer. |                              |                        |                        |                       |
| 11 | Idoles                       | アイドル               | Aidoru                 | 28 juin 2023          |
| [Chapitres 38-39-40] B Komachi commence sa performance, et la première chanson se passe bien. Cependant, Kana commence à perdre confiance en elle lorsqu'elle constate que la majorité du public n'est là que pour voir Ruby et Memcho. Toutefois, elle voit Aqua parmi la foule les encourager et trouve soudainement la motivation de surpasser Ruby et Memcho en tant qu'idole. La performance s'avère être un énorme succès, et sur le chemin du retour, Kana découvre que la relation d'Aqua avec Akane est simplement professionnelle, ils font juste semblant d'être des amoureux pour créer le buzz. Kana se détend et recommence à interagir normalement avec Aqua, tandis que Memcho sent un triangle amoureux imminent entre eux et Akane. Quelque temps plus tard, Lalalaï est sélectionnée pour interpréter une adaptation en pièce de théâtre du manga populaire Tokyo Blade, et Kaburagi est invité à fournir des talents extérieurs, car Lalalaï a peu de jeunes interprètes. Kana et Akane sont tous deux interprétés comme des personnages dans un triangle amoureux avec le personnage d'Aqua, et Aqua découvre que les deux actrices ont eu une intense rivalité l'une avec l'autre depuis l'époque de leur enfance. Une fois la distribution artistique terminée, l'équipe de la pièce de théâtre Tokyo Blade commence ses préparatifs, Ruby se rend sur la tombe d'Aï et Aqua jure une fois de plus de retrouver leur père. |                              |                        |                        |                       |

### Saison 2
| No | Titre français        | Titre japonais | Titre japonais | Date de 1re diffusion |
| No | Titre français        | Kanji          | Rōmaji         | Date de 1re diffusion |
| --- | --------------------- | -------------- | -------------- | --------------------- |
| 1 (12) | Tokyo Blade           | 東京ブレイド   | Tōkyō Bureido  | 3 juillet 2024        |
| [Chapitres 41-42-43-44] Quatre mois après les débuts de B-Komachi au Japan Idol Festival, le groupe gagne petit à petit en popularité en organisant de nombreux petits concerts pour leurs fans. De leur côté, Aqua, Kana et Akane commencent les répétitions de la pièce de théâtre Tokyo Blade aux côtés de leurs collègues Melt Narushima, Sakuya Kamoshida et Taiki Himekawa. Aqua en profite pour tenter de se rapprocher du metteur en scène de Lalalaï, Toshirou Kindaichi, dans l'espoir de retrouver son père tandis que le producteur exécutif de la pièce, Sumiaki Raida supervise la production. Pendant la répétition, Kana et Taiki se révèlent avoir des styles d'acteur très compatibles. Akane a du mal à suivre Kana car son personnage, la princesse Saya, n'est pas aussi populaire que celui de Kana. Comme la princesse Saya n'a pas un rôle important dans le manga, Akane n'a pas assez de matériel pour s'immerger correctement, ce qui n'est pas aidé par le scénariste GOA, qui a changé la personnalité de la princesse Saya. GOA admet qu'il l'a fait pour s'adapter à la durée de la pièce qui est de deux heures, ce que Kindaichi approuve. Les créateurs de Tokyo Blade et Une vie plus douce, respectivement Abiko Samejima et Yoriko Kichijouji viennent assister à la répétition. Après l'avoir observé, Abiko annonce qu'elle souhaite que l'intégralité du scénario soit réécrite.                                                     |                       |                |                |                       |
| 2 (13) | Chassé-croisé         | 伝言ゲーム     | Dengon gēmu    | 10 juillet 2024       |
| [Chapitres 41-42-43-44-45-46] Lors de la toute première réunion du casting, Akane était heureuse de jouer à nouveau aux côtés d'Aqua, attisant la jalousie de Kana. En retrouvant cette dernière, Melt s'est ensuite excusé auprès d'elle pour avoir été un mauvais acteur lors la série Une vie plus douce et l'a rassuré en disant avoir améliorer son jeu depuis. De son côté, Abiko a rencontré Yoriko, exprimant son anxiété face à l'adaptation de son manga en une pièce de théâtre, et Yoriko craignait que la personnalité excentrique d'Abiko ne perturbe la production. De retour à l'annonce de Abiko voulant réécrire le scénario, cette dernière est furieuse. GOA a refusé de prendre en compte ses remarques et a changé la personnalité de plusieurs de ses personnages. Yoriko fait la remarque que les disputes entre auteurs et scénaristes sont courantes. Elle indique que les remarques d'Abiko, avant d'atteindre GOA, passe par plusieurs intermédiaires pouvant modifier leurs interprétations. Abiko force l'équipe à la laisser réécrire le scénario, menaçant de retirer son accord d'interpréter son manga. GOA décide de démissionner de son poste, frustré de ne pas pouvoir satisfaire la mangaka. Les répétitions étant suspendues jusqu'à ce que le nouveau scénario soit finalisé, Akane invite Aqua à un rendez-vous pour lui montrer une pièce de théâtre contemporain.                                                                |                       |                |                |                       |
| 3 (14) | Réécriture            | リライティング | Riraitingu     | 17 juillet 2024       |
| [Chapitres 41-46-47-48] Bien qu'heureuse que B-Komachi gagne en popularité, Ruby est toujours frustrée d'être à la traîne de ses amis. Cependant, les concerts de B-Komachi sont suspendus jusqu'à ce que Kana ait terminé la pièce. Pendant ce temps, Akane emmène Aqua à une pièce de théâtre de Smash Heaven où il est impressionné par la présentation et le jeu d'acteur. Ils rencontrent ensuite Raida, qui révèle que GOA était l'auteur de la pièce Smash Heaven et qu'il est en réalité très passionné par son travail. Aqua arrive à la conclusion qu'Abiko ne sera pas en mesure d'écrire un script adapté pour une pièce de théâtre et demande à Raida de trouver un moyen de recruter de nouveau GOA. Appréciant le travail de GOA, Aqua décide d'adopter une approche plus directe et demande à Yoriko de remettre une enveloppe à Abiko. Yoriko se rend à l'appartement d'Abiko et est choquée de la voir se surmener pour respecter la date limite du dernier chapitre de Tokyo Blade. Yoriko aide à terminer le chapitre, mais se dispute avec son collègue où elles révèlent toutes deux leurs passions communes et leurs insécurités quant à l'adaptation de leurs œuvres respectives, pour finalement se réconcilier dans la matinée. Abiko ouvre alors l'enveloppe d'Aqua, révélant un billet pour la pièce Smash Heaven, à laquelle elle décide d'assister.                                                                                            |                       |                |                |                       |
| 4 (15) | Jouer avec ses tripes | 感情演技       | Kanjō engi     | 24 juillet 2024       |
| [Chapitres 49-50-51] Abiko regarde la pièce Smash Heaven et en est impressionnée. Raida apprend qu'Abiko est dans le public et décide de la rencontrer personnellement, lui demandant de donner une seconde chance à GOA. En se rappelant des conseils de Yoriko, Abiko accepte à condition qu'elle supervise directement et personnellement son écriture. Raida prend le risque de les laisser travailler ensemble à distance, et les deux finissent par s'entendre plutôt bien, parvenant à terminer du jour au lendemain une version révisée du script. La plupart des acteurs sont enthousiasmés par le nouveau scénario, mais les moins expérimentés, Aqua et Melt, craignent de ne pas pouvoir suivre. Kana prévient Aqua que sa tendance à refouler ses émotions rendra difficile sa projection devant un public et lui conseille de se concentrer sur ses souvenirs tristes et heureux. Cependant, le seul souvenir triste que Aqua peut que se souvenir est la mort d'Ai et il se retrouve pris par une crise de panique. Il demande à Akane de l'emmener à l'appartement de Gotanda pour récupérer, et ce dernier dit à Akane qu'Aqua souffre toujours du trouble de stress post-traumatique dû à une tragédie passée. En utilisant sa bonne mémoire et e regroupant différents éléments, Akane en déduit qu'Aqua est en fait le fils d'Ai, et quand ce dernier se réveille, elle lui promet de le soutenir.                                                       |                       |                |                |                       |
| 5 (16) | Lever de rideau       | 開幕           | Kaimaku        | 31 juillet 2024       |
| [Chapitres 52-53-54-55] Après qu'Aqua se soit rétablie, Akane promet qu'elle le soutiendra quoi qu'il arrive, même après qu'il lui ait dit qu'il cherche à se venger de quelqu'un. En retour, Akane demande à Aqua de la soutenir contre Kana et Taiki, car elle n'a aucune chance de les surpasser en étant seule. Aqua accepte et ils demandent de l'aide à Gotanda pour qu'il puisse les conseiller. Ce dernier accepte d'aider Aqua à maîtriser ses émotions lors de son keu. Pendant ce temps, Ruby et Minami tentent de rencontrer Aqua, mais tombent sur Melt et Sakuya à la place. Melt empêche Sakuya de draguer Minami. Cela met Sakuya sen colère qui n'hésite pas à dire franchement à melt que son jeu est mauvais et fait baisser le niveau du groupe. Sakuya manipule Ruby pour l'avoir dans ses contacts, mais cette dernière va supprimer le numéro de akuya de son téléphone quand Kana et MEM-cho la prévienne qu'il s'agit d'un coureur de jupons. Alors que les répétitions se poursuivent, la rivalité entre Kana et Akane s'approfondit, car les deux actrices sont déterminées à prouver qu'elles peuvent surpasser l'autre. Kana accepte également d'aider Melt à améliorer ses compétences d'acteur. Aqua apprend de son côté à canaliser son traumatisme quand il joue grâce à Gotanda. Après la fin des répétitions, les acteurs se préparent pour la première de la pièce, et toutes les connaissances d'Aqua et Ruby arrivent pour y assister. |                       |                |                |                       |
| 6 (17) | Grandir               | 成長           | Seichō         | 7 août 2024           |
| [Chapitres 56-57-58] L'acte 1 de la pièce Tokyo Blade se déroule sans accroc, introduisant Blade le personnage djoué par Taiki, recrutant les personnages de Kana et Melt nommés Tsurugi et Kizami, et formant la « faction Shinjuku » qui se confrontrera àe la « faction Shibuya » dirigée par Akane, Aqua et Sakya incarnant les personnages princesse Saya, Touki et Monme. L'acte 2 commence ensuite avec Melt s'engageant dans un combat à l'épée avec Sakuya. En observant la performance, Raida se demande pourquoi Kaburagi a recommandé Melt. Kaburagi admet qque son choix est subjectif et voit du potentiel en Melt. Sur scène, ce dernier se souvient comment il a grimpé les échelons uniquement graĉe à sa popularité due à son physique, de sorte qu'il n'a jamais eu à faire d'efforts pour améliorer son jeu d'acteur. Ce n'est que lorsqu'il a vu Aqua et Kana jouer dans Une vie plus douce qu'il s'est rendu compte qu'il était un piètre acteur à côté. Suivant les conseils d'Aqua, Melt a concentré toute sa pratique sur la maîtrise du duel entre Kizami aet Monme. Le public, qui avait déjà une piètre opinion du jeu de Melt dans les premières scènes de la pièce, est pris au dépourvu et stupéfait par l'explosion soudaine d'émotion de Melt. En conséquence, Yoriko qui avait encore en tête son jeu Une vie plus douce dans et Sakuya qui l'avait bien critiqué, acquièrent du respect pour lui, et Melt remercie Aqua pour son aide.    |                       |                |                |                       |
| 7 (18) | Soleil                | 太陽           | Taiyō          | 14 août 2024          |
| [Chapitres 59-60-61] La pièce continue avec les factions de Shinjuku et Shibuya qui s'affrontent, et Tsurugi finit par affronter seule la princesse Saya. Au cours de la scène, Akane se souvient de la façon dont elle idolâtrait Kana lorsqu'elle était enfant et est devenue actrice pour pouvoir lui ressembler. Cependant, lorsqu'elle a rencontré Kana pour la première fois lors d'une audition, elles s'aperçoit que l'audition était truquée en faveur de Kana et cette dernière était au courant. Kana l'avoue à Akane et déclare détester les fans essayant de la ressembler. Depuis, Akane a commencé à étudier le profilage psychologique pour comprendre le comportement de Kana, et s'est rendu compte que la plus grande peur de Kana était de ne pas pouvoir trouver de travail alors elle retient ses performances pour se mettre au niveau des autres comédiens. Akane a décidé d'utiliser l'opportunité que lui a donnée la pièce Tokyo Blade pour forcer Kana à revenir à son ancien style d'actrice plus confiant. Cependant, alors que Kana est tentée d'intensifier son jeu pour égaler Akane, elle se retient instinctivement, et évaluant que laisser Akane prendre la vedette serait le mieux pour le succès de la pièce. Dans les coulisses, Akane est frustrée de ne pas avoir réussi à révéler la véritable personnalité de Kana. Aqua lui assure qu'ensemble ils attireront Kana sous les projecteurs.                                        |                       |                |                |                       |
| 8 (19) | Déclencheur           | トリガー       | Torigā         | 21 août 2024          |
| [Chapitres 62-63-64] Pendant une pause entre les scènes, Taiki observe que le jeu d'acteur d'Akane qui risque de surpasser le sien et celui de Kana, il dit donc à Kana que dans la scène suivante, il improvisera une partie de sa performance. La scène suivante implique Aqua, Akane, Kana et Taiki jouant ensemble. Taiki initie son improvisation en sauvant Kana du coup d'épée d'Akane et en la jetant dans les bras d'Aqua. Ce dernier en profite pour faire sa propre improvisation, concentrant l'attention du public sur Kana. Kana se souvient de la pression qu'elle ressentait pour rester dans le métier d'actrice à tout prix afin d'impressionner sa mère. Kana se lâche enfin avec toute l'étendue de son jeu d'acteur, impressionnant grandement la foule et Akane. Akane intervient alors pour prendre un coup d'épée de Taiki, mettant en scène la mort de la princesse Saya. Aqua se souvient alors du conseil que Gotanda lui avait donné. Ayant découvert qu'Aqua était le fils d'Ai, Gotanda lui a conseillé que s'il souhaitait agir par vengeance, il devrait canaliser toute sa rage et son désespoir dans son jeu d'acteur. Pour venger la princesse Saya, Aqua canalise sa rage face à la mort d'Ai et attaque Taiki avec beaucoup d'énergie. |                       |                |                |                       |
| 9 (20) | Rêve                  | 夢             | Yume           | 28 août 2024          |
| [Chapitres 65-66-67] Aqua donne une performance extrêmement convaincante qui impressionne même les autres comédiens. Lors de la scène, après que Touki ait été vaincu, Blade et Tsurugi expliquent qu’ils peuvent sauver la princesse Saya en inversant l’effet de son épée. Alors que la princesse Saya est ressuscitée, Aqua imagine ce qui se serait passé si Ai serait également revenue à la vie, et livre une performance tout aussi convaincante. Après la fin de la pièce, Akane est toujours convaincue que Kana est une meilleure actrice qu'elle et inversement, Kana pense que Akane lui est supérieure, tandis que Kindaichi et Kaburagi sont impressionnés par leur progression. Aqua, quant à lui, a profité de l’occasion pour faire des tests ADN de tous les comédiens et de l'équipe de la production. Il assiste ensuite à une fête avec ses collègues et s’approche de Kindaichi pour apprendre ce qu’il sait en soulignant qu’il a adopté Taiki dans un orphelinat. Aqua s’approche alors de Taiki en privé et l’informe qu’un test ADN a montré qu’ils sont demi-frères, ce qui signifie qu’ils ont probablement le même père. |                       |                |                |                       |
| 10 (21) | Libération            | カイホウ       | Kaihō          | 11 septembre 2024     |
| [Chapitres 68-69-70-71] Taiki révèle que sa mère était Airi Himekawa, une actrice bien connue, tandis que son père était un autre acteur nommé Seijuurou Uehara. Cependant, tous deux sont morts dans un double suicide il y a de nombreuses années. Cette révélation incite Aqua à vivre sa vie sans son obsession de la vengeance. Pendant ce temps, MEM-cho réfléchit avec Ruby et Kana sur la façon d'obtenir un million d'abonnés pour leur chaîne YouTube B-Komachi. MEM-cho suggère de publier des vidéos où elles visitent de chambres. Ruby est gênée car elle doit retirer ses souvenirs d'Ai pour cacher le fait qu'elle est sa fille. Cette nuit-là, elle réfléchit à la façon dont elle voulait faire revivre B-Komachi non seulement pour continuer l'héritage d'Ai, mais dans l'espoir d'attirer l'attention de son médecin de sa vie précédente, Gorou, désormais disparu. L'autre plan de MEM-cho est de filmer un clip vidéo avec une chanson originale, mais le compositeur engagé par Miyako, Himura, souffre d'un manque d'inspiration. Ruby lui envoie un message vidéo pour l'encourager. Une fois la pièce Tokyo Blade terminée, Aqua accepte d'accompagner B-Komachi pour l'aider à filmer son clip vidéo à Miyazaki, la même ville où il travaillait dans sa vie précédente quand il était Gorou. |                       |                |                |                       |
| 11 (22) | Liberté               | 自由           | Jiyū           | 18 septembre 2024     |
| [Chapitres 71-72-73] Pour préparer le voyage à Miyazaki, Kana propose à Aqua de l'emmener faire du shopping pour acheter une valise appropriée, ce qu'il accepte. Après avoir passé la majeure partie de la journée ensemble, Kana rentre chez elle en se demandant s'il est possible de commencer à sortir avec Aqua et aimerait connaître la véritable relation entre ce dernier et Akane. Le lendemain, Aqua rencontre Akane avec l'intention de rompre avec elle comme cette dernière l'avait deviné. Aqua explique que leur relation n'a jamais été réelle au départ et que depuis qu'il a découvert que son père est mort, il n'y a plus aucune raison de se venger ou d'entraîner Akane avec lui. Akane elle-même reste incertaine si elle a des véritables sentiments pour Aqua en raison de son inexpérience en amour, mais elle découvre une incohérence logique dans l'histoire d'Aqua qui suggère que son père est toujours en vie. Cependant, elle hésite à en parler avec Aqua. Pendant ce temps, Ruby se recueille à la tombe d'Ai. En partant, elle passe sans le savoir à côté du vrai père d'Aqua, qui est au courant de l'identité de Ruby. |                       |                |                |                       |
| 12 (23) | Réunion               | 再会           | Saikai         | 25 septembre 2024     |
| [Chapitres 74-75-76-77] Aqua est accompagné d'Akane pour le voyage à Miyazaki, au grand plaisir de Ruby et au désarroi de Kana. En arrivant en ville, ils rencontrent l'amie de MEM-cho, Anemone Monemone, qui est créatrice de vidéos. Cette dernière demande immédiatement à B-Komachi de commencer à filmer leur clip. Pendant ce temps, Aqua emmène Akane à l'hôpital du quartier pour poser des questions sur ce qu'est devenu sa vie antérieure, Gourou, mais découvre qu'il est actuellement porté disparu. Il se dirige ensuite vers la falaise où il est mort en tant que Gorou, mais ne trouve pas son cadavre. Finalement, il s'arrête dans son ancienne maison, racontant à Akane la vie de Gorou comme s'il était un ami de sa famille. À leur insu, ils sont secrètement surveillés par une mystérieuse fille aux cheveux blancs. En arrivant au studio, Akane met en garde Aqua contre toute relation avec Kana, en raison du tabou contre les idoles interagissant avec les hommes. Une fois sa partie du tournage terminée, Ruby part avec Akane, mais sa clé d'auberge est volée par un corbeau. Alors qu'elles le poursuivent, Ruby se souvient de la façon dont elle est tombée amoureuse de Gorou après qu'il l'a inspirée à devenir une idole. Cependant, lorsqu'elles poursuivent le corbeau dans une grotte, ils trouvent le cadavre de Gorou, au grand dam de Ruby.                                                                                 |                       |                |                |                       |
| 13 (24) | Souhait               | 願い           | Negai          | 6 octobre 2024        |
| [Chapitres 78-79-80] |                       |                |                |                       |